# Loskútino
Loskútino (en rus: Лоскутино) és un poble de l'óblast de Pskov, a Rússia, segons el cens del 2010 tenia 8 habitants. Pertany al districte de Krasnogorodsk.